# Ruben Östlund (båtkonstruktör)

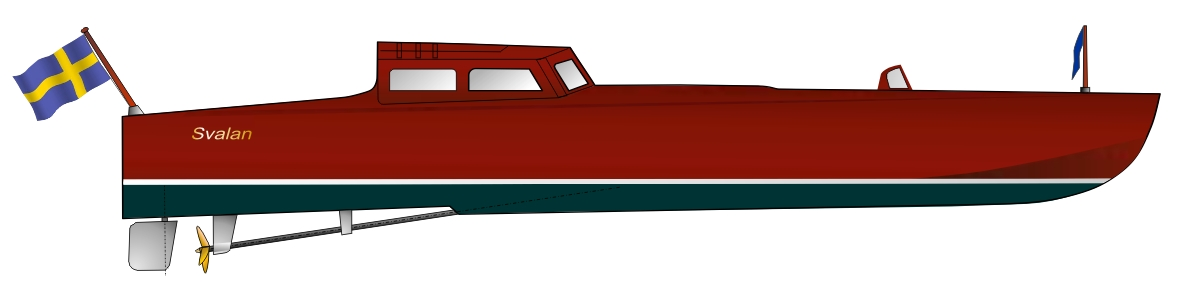
M/Y Svalan, ritad för Ivar Kreuger.

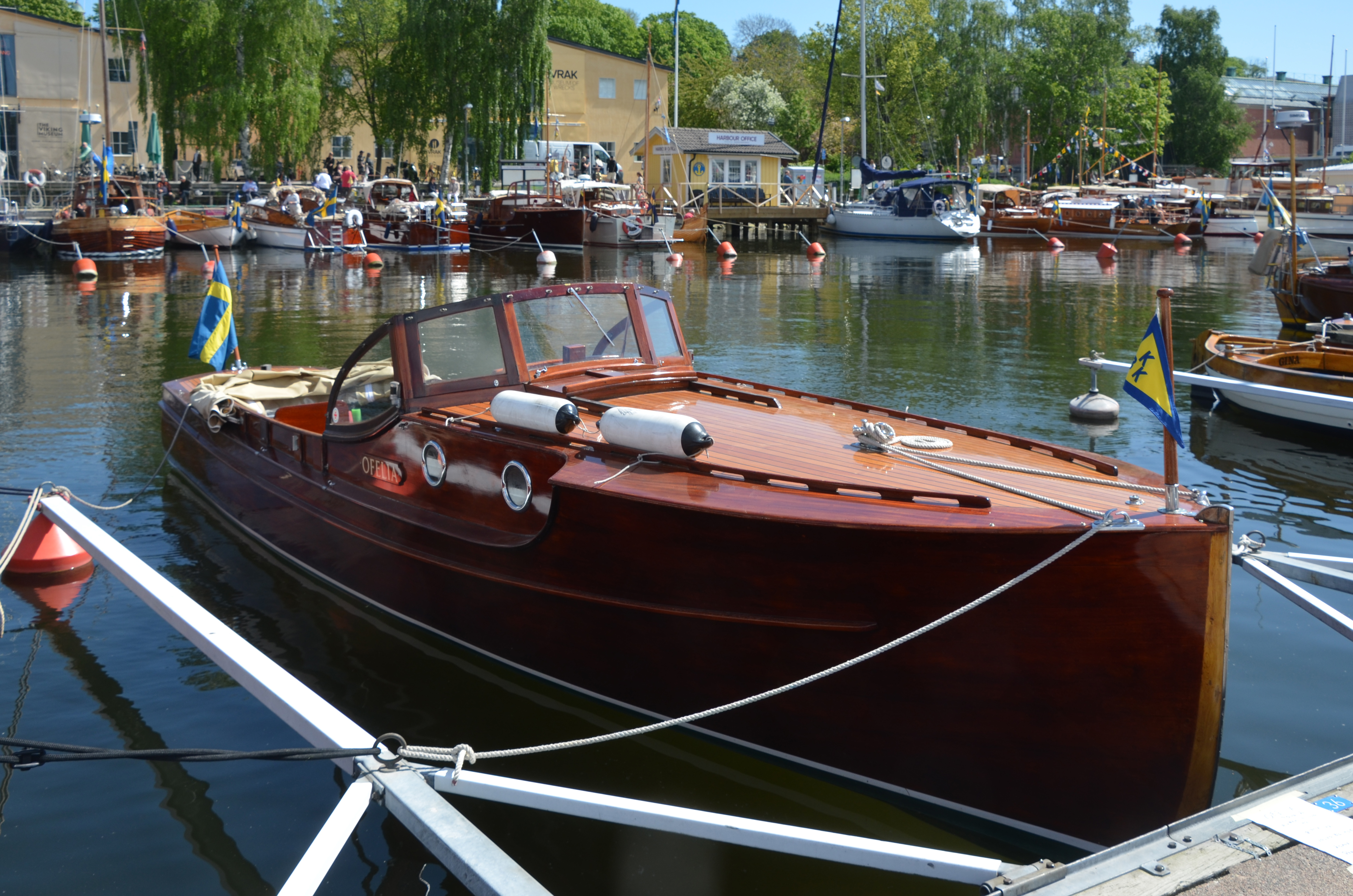
M/Y Ofelia.

Ruben Emanuel Östlund, född 1891, död 1981, var en svensk båtkonstruktör. Han var uppfinnare samt konstruktör av motorer och propellrar för industri och båtar. 

## Biografi
Ruben Östlund var som till Hulda Wilhelmina Claudelin och Johan August Östlund. Han utbildade sig till ingenjör på Stockholms tekniska instituts maskinavdelning. Efter utbildningen anställdes han på Södra Varvets Maskinverkstäder för utvecklingen av Loke-motorn. Han arbetade senare med utvecklingen av Atlas Avancemotorer och på Bolinders med utveckling av stationära motorer. Han saknade en formell utbildning i båtkonstruktion, men var väl bekant genom tjänsten med Carl Gustaf Petterssons och Knut Ljungbergs båtkonstruktioner. Ruben Östlunds tidiga båtar hade stildrag från C.G. Petterssons båtar, men efter hand utvecklade han en egen stil med fylligare akterskepp, vilka är mer anpassade för fart än många av hans konkurrenters båtar. Östlund förknippas med flera av den tidens racer- och passbåtar, av vilka Erik Åkerlunds Sea-Song, Ivar Kreugers Svalan samt konstruktionsarbetet med den ej byggda racerbåten Sverige 1929 är mest kända. 
Östlund ritade också båtar för båtlopp med utombordare i olika europeiska länder. Under 1920-talets senare hälft, samt på 1930-talet, ritade han träbåtar med ruff, samt passbåtar för olika båtvarv. Mellan tre och fyra tusen båtar har byggts efter Östlunds ritningar. Han konstruerade även båtar av stål och aluminium, och under andra världskriget militära landstigningsbåtar. Han medverkade i tidskriften Till Rors som skribent och debattör. I Sjöhistoriska museets samlingar finns cirka 450 exemplar av ritningar på båtar av Ruben Östlund. 
Östlund var en av dem som i olika avseenden moderniserade den svenska motorbåten under 1900-talet, sett till konstruktion och utseende.

## Konstruerade båtar i urval
- 1923 Racerbåten Sea-Song för Erik Åkerlund på Gustafsson & Andersson Varvs AB i Skärsätra i Lidingö
- 1928 M/Y Svalan för Ivar Kreuger på Lidingövarvet[1]
- 1926 Racerbåten Nefertite, byggd på Gustafsson & Andersson Varvs AB i Lidingö
- 1927 Racerbåten Cocotero, byggd på Gåsövarvet i Saltsjöbaden
- 1928 Racerbåten Carina, byggd på Rosättra Båtvarv
- 1929 Racerbåten Marara, byggd på Lidingövarvet
- 1930 M/Y Inka, motoryacht, byggd på Gräddö båtvarv
- 1930 M/Y Ingeborg, motoryacht, byggd på Rosättra Båtvarv
- 1931 M/Y Ofelia, ruffad motorbåt
- 1931 M/Y Elsa, passbåt, byggd på Fröbergs varv i Lidingö
- 1932–1933 M/Y Ta-Ta, numera M/Y Montrose, på Fröbergs varv i Lidingö
- 1932–1933 M/Y Solavie, på Norra Tynningö varv (C.A. Olsson)
- 1934 M/Y Josefin, motoryacht, på Fröbergs varv i Lidingö
- 1935 Racerbåten Laila, byggd på Västerbrovarvet i Stockholm
- 1936 M/Y Kust II, motoryacht, Fisksätra varv i Saltsjöbaden
- 1937 Motorkryssaren Minandra på Fröbergs varv på Lidingö
- 1937 M/Y Unna på Svensson & Dahlströms varv, Karlstad
- 1939 Sea-Song III på Fisksätra varv i Saltsjöbaden
- 1956 M/Y Tigresse II, motorkryssare, på Gräddö varv